# 건강비결 좋아요
《건강비결 좋아요》는 SBS에서 하는 교양프로그램이다.

## 진행자
- 김주우
- 정선희
- 류이라 (시즌 3)